# Pjana
Pjana (rusky Пьяна) je řeka v Mordvinské republice a v Nižněnovgorodské oblasti v Rusku. Je dlouhá 436 km. Plocha povodí měří 8 060 km².

## Průběh toku
Tok řeky se vyznačuje mimořádnou členitostí. Podél břehů se často vyskytují krasové jeskyně a závaly na povrchu. Ústí zleva do Sury (povodí Volhy) na 116 říčním kilometru.

## Vodní režim
Zdrojem vody jsou především sněhové srážky. Průměrný průtok vody činí 25 m³/s, maximální 1500 m³/s a minimální 10 až 12 m³/s. Zamrzá v listopadu a rozmrzá v dubnu.

## Využití
Vodní doprava je možná na dolním toku. Na řece leží město Sergač.